# Olympite
La olympite è un minerale.